# Hohenfelden
Hohenfelden é um município da Alemanha, situado no distrito de Weimarer Land, no estado da Turíngia. Tem 8,43 km² de área, e sua população em 2019 foi estimada em 389 habitantes.